# Erich Wonder
Erich Wonder (* 30. März 1944 in Jennersdorf, Burgenland, Österreich) ist ein österreichischer Bühnenbildner.

## Leben
Wonder besuchte von 1960 bis 1964 die Kunstschule Graz, wo er die Fachschulklasse für Malerei bei Otto Brunner absolvierte. Anschließend studierte er von 1965 bis 1968 Bühnenbild an der Akademie der bildenden Künste Wien bei Lois Egg. Von 1968 bis 1971 arbeitete er als Bühnenbildassistent am Theater in Bremen mit Wilfried Minks und von 1972 bis 1978 als Bühnenbildner am Schauspiel Frankfurt.
Seit 1978 arbeitete er als freischaffender Bühnenbildner mit vielen bekannten Regisseuren wie Johannes Schaaf, Luc Bondy, Christof Nel, Ruth Berghaus, Horst Zankl, Heiner Goebbels, Jürgen Flimm, Hans Neuenfels, Claus Peymann, Heiner Müller, Paulus Manker, Matthias Hartmann. Unter dem Eindruck der Kinoästhetik holte er Industriearchitektur und Industrie- und Straßenbeleuchtung auf die Bühne. Aber auch ausgefeilte Innenarchitekturen sind seine Spezialität. Große Virtuosität entwickelte er im Einsatz von bemalten Tüllen, die hintereinandergehängt und durch separate Beleuchtung ihre Transparenz verändern können. Dadurch schweben die Bilder im Raum und können überblendet werden. 1994 erarbeitete er bei den Bayreuther Festspielen das Bühnenbild zu Tristan und Isolde (Regie: Heiner Müller). Im Jahr 2000 gestaltete er dort die Bühnenbilder für die Neuinszenierung des Ring des Nibelungen durch Jürgen Flimm.
Erich Wonder ist auch bekannt für seine Ausstellungen und Performances, z. B. Inszenierte Räume, 1979, Kunstverein Hamburg (mit Karl-Ernst Herrmann), Das Auge des Taifun (1992 auf der Wiener Ringstraße mit Heiner Müller und den Einstürzenden Neubauten, verfilmt von Paulus Manker), Rosebud (1979 im Düsseldorfer Schauspielhaus, mit Fritz Schediwy).
1987 war er mit dem Projekt Maelstromsüdpol (zusammen mit Heiner Goebbels) an der documenta 8 in Kassel vertreten.
1978 übernahm Erich Wonder eine Professur an der Hochschule für angewandte Kunst in Wien, wo er die Meisterklasse für Bühnenbild leitete. Von 1985 bis 2012 war er Professor an der Akademie der bildenden Künste Wien und leitete am Institut für Kunst und Architektur die Abteilung für Szenographie (Nachfolge: Anna Viebrock).
2006 entwarf er die Trophäe des Deutschen Theaterpreises Der Faust.
Einige Bühnenbildner, die von Erich Wonder ausgebildet wurden, sind Raimund Bauer, Annette Murschetz, Ina Peichl, Christian Schmidt, Natascha von Steiger, Reinhard von der Thannen und Klaus Grünberg.

## Auszeichnungen
- 2003: Hein-Heckroth-Bühnenbildpreis